# Rosegger Drauschleife und Umgebung
Rosegger Drauschleife und Umgebung este o arie protejată (arie specială de conservare — SAC, sit de importanță comunitară — SCI) din Austria întinsă pe o suprafață de 85,4 ha, integral pe uscat.

## Localizare
Centrul sitului Rosegger Drauschleife und Umgebung este situat la coordonatele 46°35′41″N 14°01′28″E / 46.5946°N 14.0245°E.

## Înființare
Situl Rosegger Drauschleife und Umgebung a fost declarat sit de importanță comunitară în decembrie 2018 pentru a proteja 2 specii de animale. Situl a fost protejat și ca arie specială de conservare în noiembrie 2018.

## Biodiversitate
Situată în ecoregiunea alpină, aria protejată nu include niciun habitat protejat.
La baza desemnării sitului se află mai multe specii protejate:
- nevertebrate (1): Osmoderma eremita
- pești (1): porcușor de nisip (Romanogobio kesslerii)